# Calvisia timida
Calvisia timida är en insektsart som beskrevs av Ludwig Redtenbacher 1908. Calvisia timida ingår i släktet Calvisia och familjen Diapheromeridae. Inga underarter finns listade.